# Dmitri Jurjewitsch Petrow
Dmitri Jurjewitsch Petrow (russisch Дмитрий Юрьевич Петров, engl. Transkription Dmitry Yuryevich Petrov; * 4. Januar 1982) ist ein ehemaliger russischer Sprinter, der sich auf den 400-Meter-Lauf spezialisiert hat. Mit der russischen 4-mal-400-Meter-Staffel gewann er 2006 die Bronzemedaille bei den Hallenweltmeisterschaften in Moskau.

## Sportliche Laufbahn
Erste internationale Erfahrungen sammelte Dmitri Petrow bei den European Youth Olympic Days 199 in Esbjerg, bei denen er in 22,09 s den fünften Platz im 200-Meter-Lauf belegte und über 400 Meter mit 48,26 s im Vorlauf ausschied. Im Jahr darauf schied er bei den Juniorenweltmeisterschaften in Santiago de Chile mit 47,66 s in der ersten Runde über 400 Meter aus und 2001 belegte er bei den Junioreneuropameisterschaften in Grosseto in 46,88 s den vierten Platz. Zudem gelangte er dort auch mit der russischen 4-mal-400-Meter-Staffel mit 3:09,94 min auf Rang vier. 2003 kam er bei den U23-Europameisterschaften in Bydgoszcz mit 47,13 s nicht über den Vorlauf über 400 Meter hinaus und gewann mit der Staffel in 3:04,18 min die Bronzemedaille hinter den Teams aus Polen und Deutschland. Anschließend gewann er bei den Studentenweltspielen in Daegu in 3:04,78 min die Silbermedaille hinter dem ukrainischen Team. 2005 gewann er mit der Staffel bei der Sommer-Universiade in Izmir in 3:03,33 min die Bronzemedaille hinter den Teams aus Polen und Japan und im Jahr darauf gewann er bei den Hallenweltmeisterschaften in Moskau in 3:06,91 min gemeinsam mit Konstantin Swetschkar, Alexander Derewjagin und Jewgeni Lebedew die Bronzemedaille hinter den Teams aus den Vereinigten Staaten und Polen. Zudem belegte er über 400 Meter in 47,33 s den sechsten Platz. Im September wurde er beim IAAF World Cup in Athen in 3:04,15 min Sechster im Staffelbewerb. 2010 beendete er dann seine aktive sportliche Karriere im Alter von 28 Jahren.
2004 wurde Petrow russischer Meister in der 4-mal-400-Meter-Staffel. Zudem wurde er 2006 Hallenmeister über 400 Meter sowie 2009 in der 4-mal-200-Meter-Staffel.

## Persönliche Bestleistungen
- 400 Meter: 46,38 s, 22. Mai 2001 in Krasnodar
  - 400 Meter (Halle): 46,28 s, 18. Februar 2006 in Moskau